# Roman Bilinski
Roman Bilinski, né le 4 mars 2004 à Lechlade, est un pilote automobile britannique-polonais. En 2025, il participe au Championnat de Formule 3 FIA avec Rodin Motorsport. Champion de Formule Régionale Océanie en 2024, il a disputé Championnat d'Europe de Formule Régionale avec l'équipe Trident lors de cette même saison. Il également participé au Championnat britannique de Formule 4 et remporté des courses dans le Championnat GB3.

## Biographie

### Championnat Ginetta Junior
La carrière de Bilinski débute en 2018, lorsqu'il participe à la série hivernale du Championnat Ginetta Junior. L'année suivante, il dispute les sept premières manches de la saison avec Alastair Rushforth Motorsport. Il obtient sa première pole position et sa première victoire lors de la première course disputée à Donington Park.

### Formule 4 britannique

#### 2020
En 2020, Bilinski fait ses débuts en monoplace dans le championnat britannique de Formule 4, aux côtés d'Alex Connor et de Frederick Lubin au sein du TRS Arden Junior Team. Il obtient son premier podium à Oulton Park. Le Polonais obtient ensuite deux troisième places à Thruxton et à Snetterton et termine la saison au huitième rang du championnat avec 156 points..

#### 2021

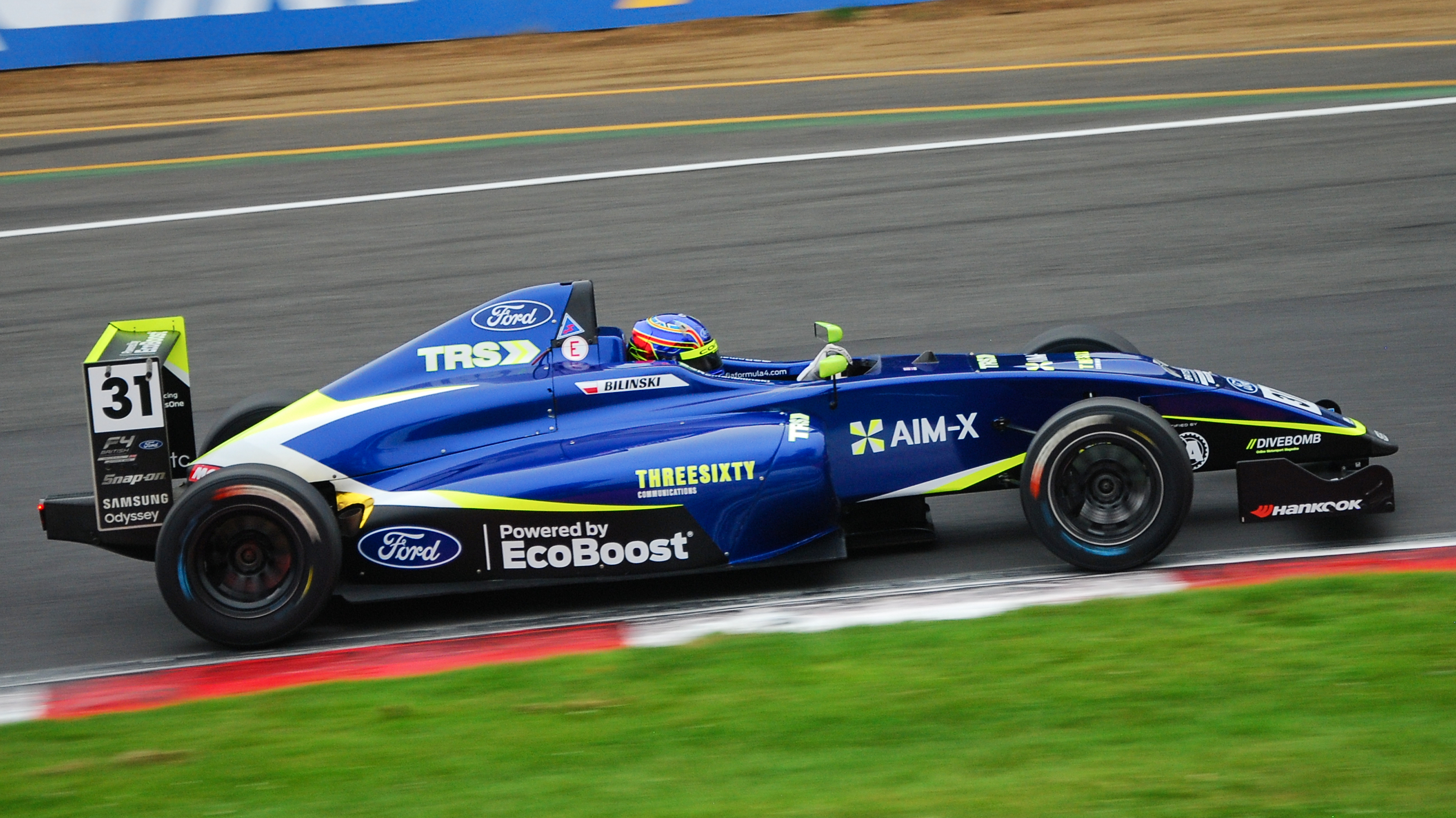
Roman Bilinski en Formule 4 britannique en 2021.

Pour la saison 2021, Bilinski rejoint l'équipe Carlin, aux côtés de Kai Askey, Tasanapol Inthraphuvasak et Dougie Bolger. Bilinski ne participe cependant qu'à la première moitié de la saison mais décroche son premier podium de la saison lors de la troisième course disputée à Oulton Park et se classe dix-septième du championnat avec 50 points.

### Championnat GB3
Bilinski rejoint le championnat GB3 pour remplacer Frederick Lubin, indisponible en raison de problèmes de santé, au sein de l'équipe Arden International. Le pilote polonais connaît un début de week-end très solide, terminant à trois reprises dans le top cinq, et ce, avec seulement une journée d'essais. Après avoir terminé troisième lors de la première course de la manche de Spa-Francorchamps, Bilinski devient le premier pilote polonais à remporter une course en Formule 3 britannique . Lors de la manche de Snetterton, Bilinski termine troisième lors des deux premières courses, avant de remporter la troisième course le dimanche. Il devient le seul pilote à monter sur le podium de chaque course lors du même week-end, cette année-là. Le Polonais remporte une autre course à Oulton Park et termine sa saison à la septième place du championnat avec 313 points, devançant ses deux coéquipiers malgré une saison écourtée.

### Formule Régionale

#### 2022
Pour la saison 2022, Bilinski rejoint le Championnat d'Europe de Formule Régionale avec Trident, où il fait équipe avec Nikhil Bohra et Owen Tangavelou. Il entre deux fois dans les points, en obtenant notamment son premier podium lors de la première course du Hungaroring. Il termine la saison en dix-huitième position avec 16 points.

#### 2023

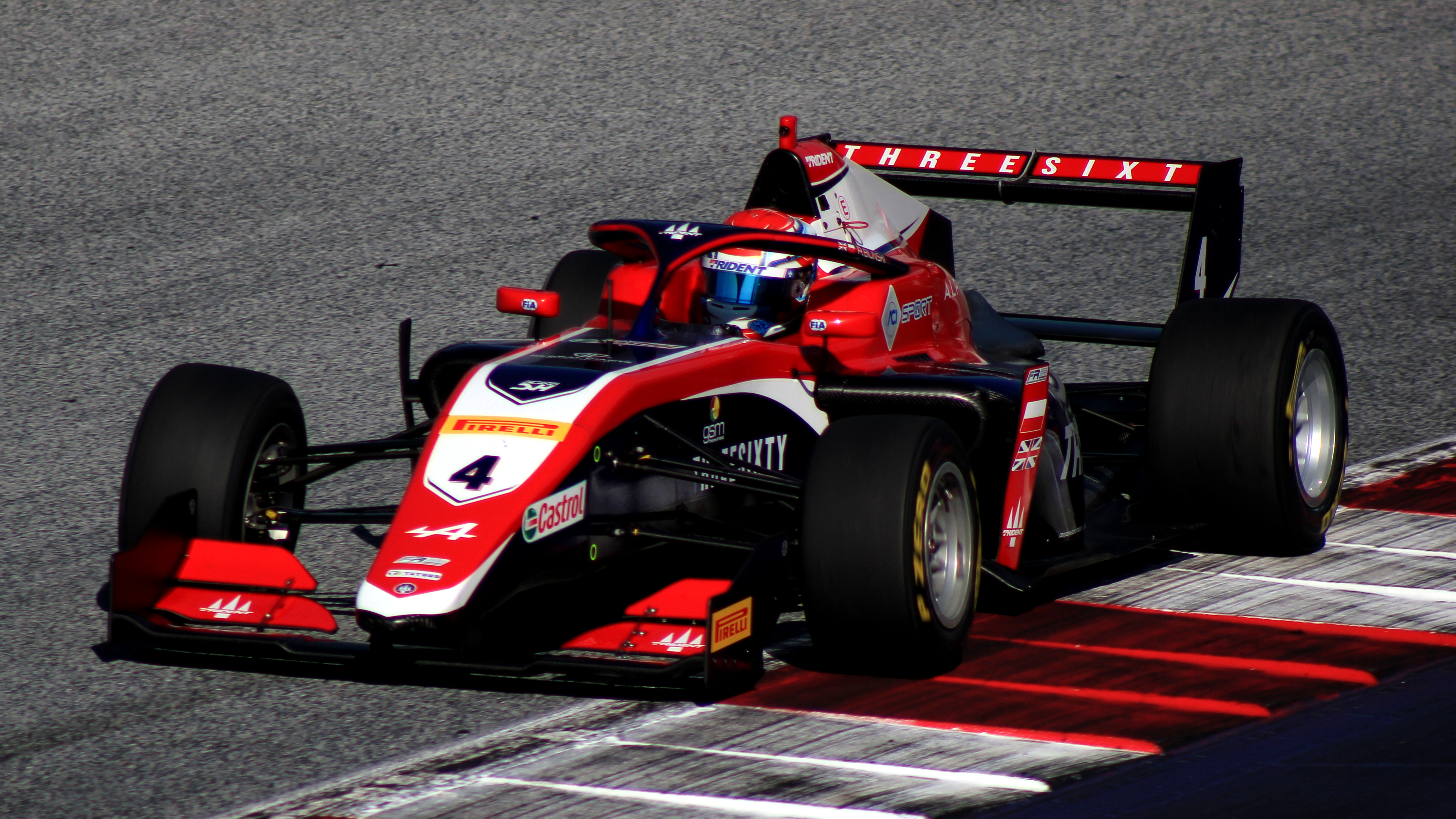
Roman Bilinski en Formule Régionale en 2023 à Spielberg.

Il renouvelle son contrat avec Trident pour une deuxième saison. Il ne décroche aucun podium mais termine à six reprises dans les points, réalisant son meilleur week-end au Red Bull Ring en terminant les deux courses dans les points (7e et 9e), puis son meilleur résultat à Zandvoort avec une cinquième place lors de la première course du week-end. Il se classe dix-septième du championnat avec 30 points.

#### 2024
Début 2024, Bilinski fait ses débuts dans le Championnat d'Océanie de Formule Régionale avec l'équipe M2 Competition. Il remporte le championnat avec six victoires et six autres podiums avec 385 points.
Pour sa saison principale, Bilinski reste avec Trident pour une troisième saison en Championnat d'Europe de Formule Régionale. Il obtient sa première pole position de la saison à Spa-Francorchamps, avant de terminer deuxième, décrochant ainsi son premier podium de l'année. Il est hospitalisé à la suite d'un accident de la route survenu juste avant la manche de Zandvoort et est contraint de se retirer de l'événement. Bilinski est ensuite guéri après avoir subi une intervention chirurgicale pour réparer deux vertèbres fracturées à la suite de l'accident, ce qui le contraint à faire une pause dans sa carrière.

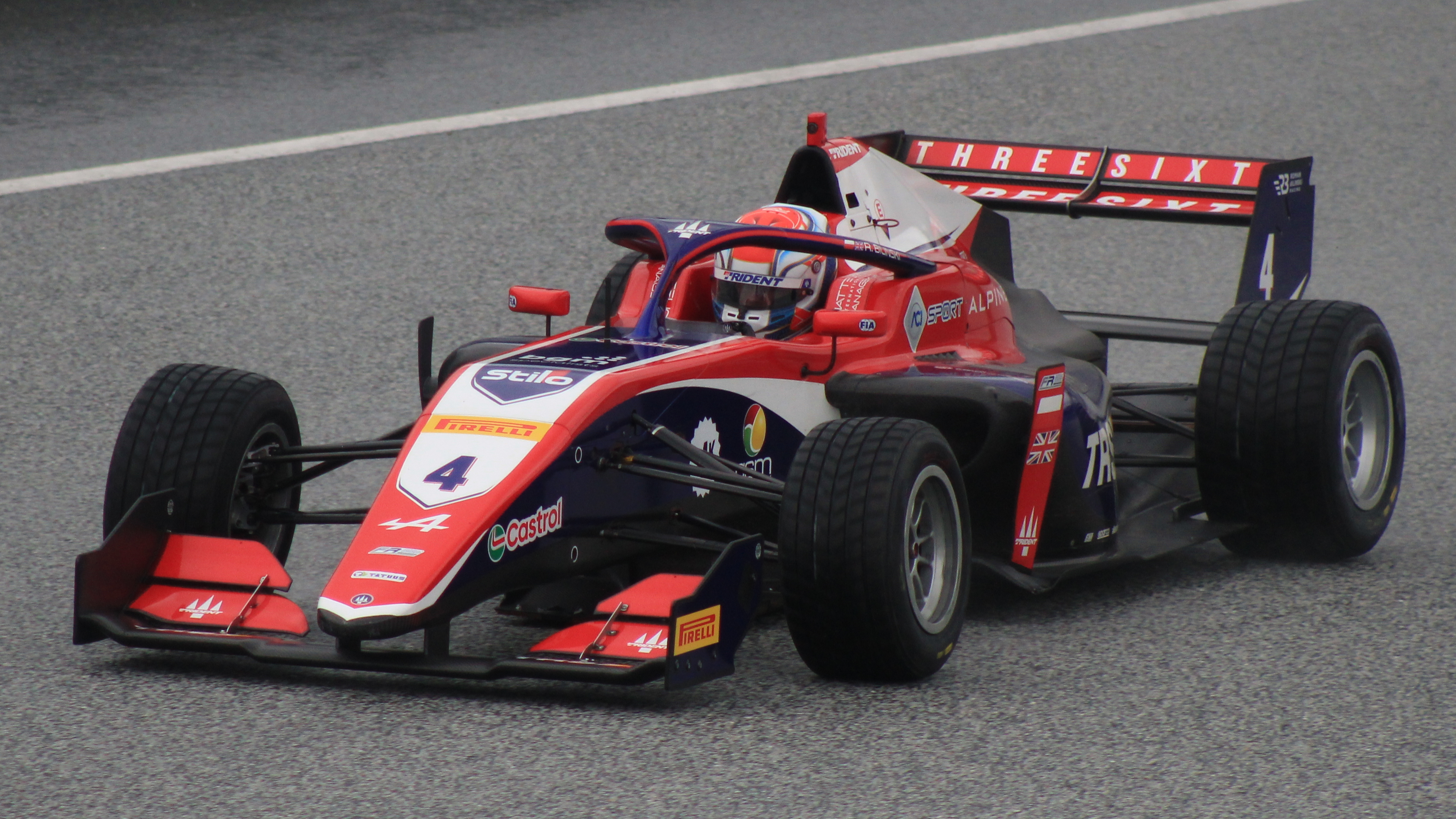
Roman Bilinski en Formule Régionale en 2024 à Spielberg.

Il fait son retour dans le championnat à partir d'Imola où il termine neuvième de la première course puis septième de la seconde course. Lors de la manche suivante au Red Bull Ring, il réalise son deuxième meilleur résultat de la saison en terminant quatrième de la première course puis enchaîne le lendemain avec une huitième place lors de la seconde course. Il termine dans les points avec une neuvième place suivie d'un abandon à Barcelone puis une septième place à Monza, qui puis sera suivie le lendemain d'une arrivée loin du top 10. Malgré sa longue absence, il se classe quatorzième du championnat avec 52 points.

### Formule 3 FIA
Bilinski est promu en Formule 3 FIA pour la saison 2025 avec  Rodin Motorsport, aux côtés de Callum Voisin et Louis Sharp.

## Carrière

### Résultats en monoplace
| Saison | Championnat                                 | Écurie                        | Courses | Victoires | Pole positions | Meilleurs tours | Podiums | Points | Classement |
| ------ | ------------------------------------------- | ----------------------------- | ------- | --------- | -------------- | --------------- | ------- | ------ | ---------- |
| 2019   | Ginetta Junior Championship                 | In2Racing                     | 5       | 0         | 2              | 1               | 0       | 87     | 20e        |
| 2019   | Ginetta Junior Championship                 | Alastair Rushforth Motorsport | 13      | 0         | 0              | 0               | 1       | 87     | 20e        |
| 2020   | Championnat de Grande-Bretagne de Formule 4 | TRS Arden Junior Team         | 26      | 0         | 0              | 1               | 3       | 156    | 8e         |
| 2021   | Championnat de Grande-Bretagne de Formule 4 | Carlin Motorsport             | 12      | 0         | 0              | 0               | 1       | 50     | 17e        |
| 2021   | Championnat de Grande-Bretagne de Formule 3 | Arden International           | 18      | 3         | 1              | 1               | 7       | 313    | 7e         |
| 2022   | Formule Régionale Europe                    | Trident Racing                | 20      | 0         | 0              | 0               | 1       | 16     | 18e        |
| 2023   | Formule Régionale Europe                    | Trident Racing                | 20      | 0         | 0              | 0               | 0       | 30     | 17e        |
| 2024   | Formule Régionale Océanie                   | M2 Competition                | 15      | 6         | 5              | 6               | 12      | 385    | Champion   |
| 2024   | Formule Régionale Europe                    | Trident Racing                | 12      | 0         | 1              | 0               | 1       | 52     | 14e        |
| 2025   | Formule 3 FIA                               | Rodin Motorsport              | 17      | 0         | 0              | 0               | 2       | 49     | 13e        |

### Résultats en championnat Ginetta Junior
(Les courses en gras indiquent une pole position) (Les courses en Italiques indiquent un meilleur tour)
| Saison | Team                          | 1        | 2        | 3         | 4         | 5        | 6         | 7        | 8       | 9        | 10      | 11       | 12       | 13      | 14      | 15      | 16         | 17         | 18        | 19    | 20    | 21    | 22    | 23    | 24    | 25     | 26     | 27     | classement | Points |
| ------ | ----------------------------- | -------- | -------- | --------- | --------- | -------- | --------- | -------- | ------- | -------- | ------- | -------- | -------- | ------- | ------- | ------- | ---------- | ---------- | --------- | ----- | ----- | ----- | ----- | ----- | ----- | ------ | ------ | ------ | ---------- | ------ |
| 2019   | In2Racing                     | BHI 1 Np | BHI 2 11 | DON 1 Dsq | DON 2 Abd | DON 3 10 |           |          |         |          |         |          |          |         |         |         |            |            |           |       |       |       |       |       |       |        |        |        | 20e        | 87     |
| 2019   | Alastair Rushforth Motorsport |          |          |           |           |          | THR1 1 13 | THR1 2 6 | CRO 1 A | CRO 2 20 | OUL 1 8 | OUL 2 Np | SNE 1 15 | SNE 2 6 | SNE 3 7 | SNE 4 3 | THR2 1 Abd | THR2 2 Abd | THR2 3 Np | KNO 1 | KNO 2 | KNO 3 | SIL 1 | SIL 2 | SIL 3 | BHGP 1 | BHGP 2 | BHGP 3 | 20e        | 87     |

### Résultats en championnat de Formule 4 britannique
(Les courses en gras indiquent une pole position) (Les courses en Italiques indiquent un meilleur tour)
| Saison | Ecurie                | 1        | 2        | 3         | 4        | 5         | 6        | 7         | 8        | 9         | 10      | 11        | 12      | 13      | 14      | 15      | 16      | 17      | 18      | 19      | 20        | 21      | 22      | 23       | 24       | 25        | 26       | 27    | 28     | 29     | 30     | classement | Points |
| ------ | --------------------- | -------- | -------- | --------- | -------- | --------- | -------- | --------- | -------- | --------- | ------- | --------- | ------- | ------- | ------- | ------- | ------- | ------- | ------- | ------- | --------- | ------- | ------- | -------- | -------- | --------- | -------- | ----- | ------ | ------ | ------ | ---------- | ------ |
| 2020   | TRS Arden Junior Team | DON1 1 8 | DON1 2 7 | DON1 3 12 | BRH1 1 8 | BRH1 2 6  | BRH1 3 5 | OUL 1 6   | OUL 2 3  | OUL 3 7   | KNO 1 5 | KNO 2 Dsq | KNO 3 7 | THR 1 8 | THR 2 3 | THR 3 6 | SIL 1 7 | SIL 2 4 | SIL 3 5 | CRO 1 5 | CRO 2 Abd | SNE 1 6 | SNE 2 3 | SNE 3 10 | BRH2 1 7 | BRH2 2 10 | BRH2 3 6 |       |        |        |        | 8e         | 156    |
| 2021   | Carlin Motorsport     | THR1 1 7 | THR1 2 8 | THR1 3 7  | SNE 1 10 | SNE 2 Abd | SNE 3 12 | BRH1 1 76 | BRH1 2 5 | BRH1 3 12 | OUL 1 4 | OUL 2 16  | OUL 3   | KNO 1   | KNO 2   | KNO 3   | THR2 1  | THR2 2  | THR2 3  | CRO 1   | CRO 2     | CRO 3   | SIL 1   | SIL 2    | SIL 3    | DON 1     | DON 2    | DON 3 | BRH2 1 | BRH2 2 | BRH2 3 | 17e        | 50     |

### Résultats en championnat GB3
(Les courses en gras indiquent une pole position) (Les courses en Italiques indiquent un meilleur tour)
| Saison | Ecurie              | 1     | 2     | 3     | 4      | 5      | 6      | 7        | 8        | 9         | 10      | 11      | 12       | 13      | 14      | 15       | 16       | 17         | 18         | 19       | 20       | 21       | 22       | 23       | 24        | classement | Points |
| ------ | ------------------- | ----- | ----- | ----- | ------ | ------ | ------ | -------- | -------- | --------- | ------- | ------- | -------- | ------- | ------- | -------- | -------- | ---------- | ---------- | -------- | -------- | -------- | -------- | -------- | --------- | ---------- | ------ |
| 2021   | Arden International | BRH 1 | BRH 2 | BRH 3 | SIL1 1 | SIL1 2 | SIL1 3 | DON1 1 4 | DON1 2 5 | DON1 3 57 | SPA 1 3 | SPA 2 1 | SPA 3 48 | SNE 1 3 | SNE 2 3 | SNE 3 12 | SIL2 1 8 | SIL2 2 Abd | SIL2 3 Abd | OUL 1 11 | OUL 2 13 | OUL 3 13 | DON2 1 3 | DON2 2 9 | DON2 3 98 | 7e         | 313    |

### Résultats en championnat d'Europe de Formule Régionale
(Les courses en gras indiquent une pole position) (Les courses en Italiques indiquent un meilleur tour)
| Saison | Ecurie  | 1         | 2         | 3        | 4         | 5        | 6         | 7        | 8        | 9        | 10       | 11       | 12        | 13       | 14       | 15       | 16        | 17       | 18        | 19       | 20       | Classement | Points |
| ------ | ------- | --------- | --------- | -------- | --------- | -------- | --------- | -------- | -------- | -------- | -------- | -------- | --------- | -------- | -------- | -------- | --------- | -------- | --------- | -------- | -------- | ---------- | ------ |
| 2022   | Trident | MNZ 1 13  | MNZ 2 18  | IMO 1 14 | IMO 2 14  | MCO 1 18 | MCO 2 Ret | LEC 1 16 | LEC 2 9  | ZAN 1 11 | ZAN 2 11 | HUN 1 3  | HUN 2 Ret | SPA 1 11 | SPA 2 19 | RBR 1 17 | RBR 2 Ret | CAT 1 21 | CAT 2 14  | MUG 1 21 | MUG 2 25 | 18e        | 17     |
| 2023   | Trident | IMO 1 Ret | IMO 2 Ret | CAT 1 15 | CAT 2 8   | HUN 1 12 | HUN 2 17  | SPA 1 13 | SPA 2 24 | MUG 1 11 | MUG 2 15 | LEC 1 20 | LEC 2 16  | RBR 1 7  | RBR 2 9  | MNZ 1 16 | MNZ 2 14  | ZAN 1 5  | ZAN 2 19  | HOC 1 11 | HOC 2 12 | 21e        | 23     |
| 2024   | Trident | HOC 1 9   | HOC 2 11  | SPA 1 2  | SPA 2 29† | ZAN 1    | ZAN 2     | HUN 1    | HUN 2    | MUG 1    | MUG 2    | LEC 1    | LEC 2     | IMO 1 9  | IMO 2 7  | RBR 1 4  | RBR 2 8   | CAT 1 9  | CAT 2 Ret | MNZ 1 7  | MNZ 2 26 | 14e        | 52     |

### Résultats en championnat d'Océanie de Formule Régionale
(Les courses en gras indiquent une pole position) (Les courses en Italiques indiquent un meilleur tour)
| Saison | Ecurie         | 1     | 2     | 3       | 4     | 5        | 6       | 7     | 8       | 9       | 10    | 11      | 12      | 13      | 14      | 15      | Classement | Points |
| ------ | -------------- | ----- | ----- | ------- | ----- | -------- | ------- | ----- | ------- | ------- | ----- | ------- | ------- | ------- | ------- | ------- | ---------- | ------ |
| 2024   | M2 Competition | TAU 1 | TAU 2 | TAU 3 1 | MAN 1 | MAN 2 17 | MAN 3 1 | HMP 1 | HMP 2 3 | HMP 3 2 | CHR 1 | CHR 2 4 | CHR 3 2 | HIG 1 3 | HIG 2 3 | HIG 3 5 | 1er        | 385    |

### Résultats en championnat de Formule 3 FIA
(Les courses en gras indiquent une pole position) (Les courses en Italiques indiquent un meilleur tour)
| Saison | Ecurie           | 1         | 2         | 3          | 4          | 5       | 6       | 7       | 8       | 9       | 10      | 11      | 12      | 13      | 14      | 15      | 16      | 17      | 18      | 19      | 20      | Classement | Points |
| ------ | ---------------- | --------- | --------- | ---------- | ---------- | ------- | ------- | ------- | ------- | ------- | ------- | ------- | ------- | ------- | ------- | ------- | ------- | ------- | ------- | ------- | ------- | ---------- | ------ |
| 2025   | Rodin Motorsport | MEL SPR 3 | MEL FEA 9 | BHR SPR 20 | BHR FEA 13 | IMO SPR | IMO FEA | MON SPR | MON FEA | CAT SPR | CAT FEA | RBR SPR | RBR FEA | SIL SPR | SIL FEA | SPA SPR | SPA FEA | HUN SPR | HUN FEA | MNZ SPR | MNZ FEA | 13e*       | 10*    |

* Saison en cours ou à venir